# هيكتور فيرير
هيكتور فيرير هو محامي في القانون وسياسي بورتوريكي، ولد في 27 مارس 1970 في سان خوان في الولايات المتحدة، وتوفي بنفس المكان في 5 نوفمبر 2018 بسبب سرطان المريء. حزبياً، نشط في Popular Democratic Party (Puerto Rico) ‏.